# Matěj Špindler
Matěj Špindler (24. února 1907 – 14. dubna 1966) byl český a československý politik Komunistické strany Československa a poúnorový poslanec Národního shromáždění ČSSR.

## Biografie
Původní profesí byl kovářem. V roce 1949 se stal předsedou okresní rady družstev v okrese Trhové Sviny. Do té doby tam působil jako hospodářský referent ONV. Téhož roku je zmiňován jako předseda vzorného Jednotného zemědělského družstva v obci Mokrý Lom. V roce 1955 využil svého vlivu a přimluvil se za amnestování Františka Nedorosta, rolníka z obce Branišovice, který byl v 50. letech pronásledován a vězněn.
11. sjezd KSČ ho zvolil za člena Ústředního výboru Komunistické strany Československa. 12. sjezd KSČ ho ve funkci potvrdil. Byl po dlouhou dobu aktivně činný ve veřejném životě. Byl mu udělen Řád práce.
Ve volbách roku 1960 byl zvolen za KSČ do Národního shromáždění ČSSR za Jihočeský kraj. Podílel se na projednání ústavy ČSSR v roce 1960. Mandát obhájil ve volbách v roce 1964. V Národním shromáždění zasedal do své smrti roku 1966. Místo něj pak po doplňovacích volbách v obvodu Týn nad Vltavou nastoupil František Matoušek.